# Disarm (película)
Disarm es un documental que abarca una docena de países para ver cómo, a pesar de la prohibición global, millones de minas terrestres antipersonales continúan reclamando víctimas diariamente en más de ochenta países. Definidas como un armas convencionales, las minas terrestres causan destrucción en poblaciones civiles décadas después de que el conflicto inicial ha acabado. Disarm yuxtapone opiniones públicas y gubernamentales -la de los diplomáticos, víctimas de las minas, desminadores, soldados, activistas y trabajadores de ayuda humanitaria- para explorar los problemas que entorpecen y fomentan el caso contra esta arma. Visualmente impresionante, Disarm presenta imágenes desgarradoras sacadas por contrabando de la aislada nación de Birmania, escenas de Colombia e Irak devastadas por la guerra, imágenes nunca antes vistas a través de cámaras en los cascos de desminadores afganos y bosnios, acceso sin precedentes a los depósitos que almacenan millones de minas de fabricación soviética, y comentarios perspicaces de Jody Williams, Premio Nobel de la Paz 1997. Mirando más allá de las minas terrestres, Disarm ofrece una investigación contemporánea, inteligente y crítica sobre cómo los sistemas de armas, las guerras, y el modo en que se libran se están redefiniendo en el siglo XXI con devastadoras consecuencias.